# Hamburg Masters 1998
De Hamburg Masters is een internationaal hockeytoernooi voor mannen, dat onder auspiciën staat van de Duitse hockeybond. Aan de vijfde editie in de Noord-Duitse stad Hamburg deden vier landen mee: titelverdediger Duitsland, India, Nederland en Zuid-Korea.

## Uitslagen

### Vrijdag 21 augustus 1998
- Duitsland-India 6-0
- Zuid-Korea-Nederland 6-7

### Zaterdag 22 augustus 1998
- India-Nederland 1-2
- Duitsland-Zuid-Korea 4-4

### Zondag 23 augustus 1998
- India-Zuid-Korea 1-4
- Duitsland-Nederland 2-0

## Eindstand
| № | Land       | WG | W | G | V | DV | DT | +/– | Punten |
| - | ---------- | -- | - | - | - | -- | -- | --- | ------ |
| 1 | Duitsland  | 3  | 2 | 1 | 0 | 12 | 4  | +8  | 7      |
| 2 | Nederland  | 3  | 2 | 0 | 1 | 9  | 9  | 0   | 6      |
| 3 | Zuid-Korea | 3  | 1 | 1 | 1 | 14 | 12 | +2  | 4      |
| 4 | India      | 3  | 0 | 0 | 3 | 2  | 12 | –10 | 0      |

1989 · 1993 · 1996 · 1997 · 1998 · 2000 · 2001 · 2002 · 2003 · 2004 · 2005 · 2006 · 2007 · 2008 · 2009 · 2010 · 2012 · 2013 · 2014 · 2015 · 2016 · 2017 · 2018 · 2019